# Floricienta especial navidad
Floricienta especial navidad è la compilation della telenovela argentina Flor - Speciale come te, con quattro temi inediti, uscito a natale 2005.
L'album è composto da due dischi contenenti le 12 canzoni originali della seconda stagione, con anche le versioni karaoke, oltre alle canzoni inedite del tour Floricienta, princesa de la terraza tour: Princesa de la terraza, Contigo amigo, Algo de ti e Tú, che fanno parte dell'EP Floricienta, temas inéditos 2005.

## Tracce
1. Florencia Bertotti – Corazones al viento – 2:52 (Cris Morena e Marcelo Wengrovski)
2. Florencia Bertotti e Fabio Di Tomaso – Cosas que odio de vos – 3:18 (Cris Morena e Marcelo Wengrovski)
3. Florencia Bertotti – Flores amarillas – 3:43 (Cris Morena e Marcelo Wengrovski)
4. Florencia Bertotti – ¿Qué esconde el Conde? – 3:08 (Cris Morena e Marcelo Wengrovski)
5. Benjamín Rojas – Desde que te vi – 4:04 (Cris Morena e Marcelo Wengrovski)
6. Florencia Bertotti – Ding dong – 3:07 (Cris Morena e Marcelo Wengrovski)
7. Florencia Bertotti – Un enorme dragón – 3:37 (Cris Morena e Marcelo Wengrovski)
8. Isabel Macedo – Caprichos – 3:20 (Cris Morena e Marcelo Wengrovski)
9. Florencia Bertotti – Vos podés – 2:48 (Cris Morena e Marcelo Wengrovski)
10. Florencia Bertotti – Te siento – 3:08 (Cris Morena e Marcelo Wengrovski)
11. Florencia Bertotti, Diego Child e Nicolás Maiques – A bailar – 3:17 (Cris Morena e Marcelo Wengrovski)
12. Florencia Bertotti – Hay un cuento – 3:08 (Cris Morena e Marcelo Wengrovski)
13. Esteban Prol – Princesa de la terraza – 2:44
14. Benjamín Rojas – Contigo amigo – 2:54
15. Esteban Prol – Algo de ti – 3:45
16. Florencia Bertotti e Fabio Di Tomaso – Tú – 3:32

## Formazione
- Florencia Bertotti – voce
- Benjamín Rojas – voce
- Isabel Macedo – voce
- Fabio Di Tomaso – voce
- Diego Child – voce
- Nicolás Maiques – voce
- Esteban Prol – voce